# Pistolet Erma ESP-85A
Erma ESP-85A – niemiecki sportowy pistolet samopowtarzalny. Była to broń działająca na zasadzie odrzutu zamka swobodnego. Mechanizm spustowy SA, regulowany. Przyrządy celownicze mikrometryczne. Magazynek o pojemności 8 nab, gniazdo magazynka w chwycie. Po lewej stronie zamka skrzydełko bezpiecznika blokującego iglicę. Pistolet wyposażony był w anatomiczne, drewniane okładki chwytu z regulowaną półką i mógł być wyposażony w ciężarki wyważające o masie 110 lub 180 g. Odmianą tej broni był ESP-85A Junior. Różnił się on mechanizmem spustowym o szerszym zakresie regulacji, prostszymi okładkami chwytu oraz innym kształtem lufy uniemożliwiającym założenie ciężarków wyważających.